# Волчанск (футбольный клуб)
«Волча́нск» (укр. «Вовчанськ») — украинский футбольный клуб из одноимённого города. Основан в 1992 году, в сезоне 2021/22 выступал во Второй лиге чемпионата Украины. Домашние матчи проводил на стадионе «Новая Бавария» в Харькове

## История
Годом основания клуба считается 1992, когда команда под названием «Волчанск» впервые приняла участие в чемпионате Харьковской области. В 1996 году клуб стал победителем первой лиги областного первенства. Первым успехом команды стали бронзовые награды чемпионата области, завоёванные в 2003 году. В следующем сезоне «Волчанск» вышел в финал Кубка Харьковщины, однако в финальном матче уступил купянскому «Локомотиву».
В 2017 году в команде были проведены серьёзные кадровые изменения: главным тренером был назначен экс-игрок харьковского «Металлиста» Андрей Березовчук, а в состав был приглашен ряд футболистов, имевших опыт выступлений на профессиональном уровне. Результат не заставил себя долго ждать: уже в 2017 году команда стала серебряным призёром чемпионата области, а в следующем году — стала чемпионом Харьковщины. В 2018 «Волчанск» впервые принял участие в любительском кубке Украины, где дошёл до финала, в котором уступил «Авангарду» из Бзова. В следующем году клуб дебютировал в любительском чемпионате Украины. В первом своём сезоне на всеукраинском уровне Волчанск стал четвертьфиналистом чемпионата, а в 2021 году дошёл уже до полуфинала и стал обладателем бронзовых наград
В 2021 году клуб прошёл аттестацию для участия во второй лиге чемпионата Украины. Дебютную игру на профессиональном уровне «Волчанск» провел 25 июля 2021 года, на стадионе «Новая Бавария» в Харькове, сыграв вничью с запорожским «Металлургом», со счётом 1:1. Первый гол команды в профессиональных соревнованиях забил Иван Пец. В феврале 2022 года город Волчанск был оккупирован российскими войсками в ходе вторжения РФ в Украину, в связи с чем клуб не смог продолжить существование и был расформирован 

## Стадион
В качестве домашнего стадиона команды заявлен стадион Волчанского агрегатного завода, однако, в связи с неудовлетворительным состоянием арены, выступая на профессиональном уровне «Волчанск» проводил матчи на стадионе «Новая Бавария» в Харькове

## Достижения
- Чемпионат Харьковской области
  - Победитель (2): 2018, 2019
  - Серебряный призёр: 2017
  - Бронзовый призёр: 2003
- Кубок Харьковской области
  - Финалист (2): 2004, 2017
- Суперкубок Харьковской области
  - Обладатель: 2018
- Любительский чемпионат Украины
  - Бронзовый призёр: 2020/21
- Любительский кубок Украины
  - Финалист: 2018/19

## Главные тренеры
- Андрей Березовчук (2017—2019)
- Виталий Комарницкий (2020)
- Андрей Березовчук (2020—2022)